# Barmby on the Marsh
Barmby on the Marsh è un villaggio e parrocchia civile dell'Inghilterra, appartenente alla contea di East Riding of Yorkshire.